# えとう乱星
えとう 乱星（えとう らんせい、1949年8月12日 - 2018年2月17日）は、日本の作家。本名 衛藤誠。
熊本県生まれ。出生の翌年ポリオに罹患、以来車椅子生活となる。1989年、時代小説「中風越後」で小説CLUB新人賞佳作入選。1990年、『蛍丸伝奇』を発表、作家生活に入る。
時代伝奇小説、捕り物小説などを書く。日本文芸家協会、日本推理作家協会、日本冒険作家クラブ会員。

## 著書
- 蛍丸伝奇 1991.5　(青樹社 のち文庫)
- 十六武蔵 1992.4  (廣済堂出版 のち文庫)
- 禁裏御みあし帖 1992.10 (C★NOVELS)
- かぶき奉行 殺生方控 1993.3  (実業之日本社 のちベスト時代文庫)
- ガラシア祈隯書 1993.7  (実業之日本社)
- 開眼活人剣 傑物列伝 1993.7  (廣済堂出版)
- ほうけ奉行 殺生方控 1994.10  (実業之日本社 のちベスト時代文庫)
- 総司還らず 1994.3　(中央公論社 のち廣済堂文庫、ワンツー時代小説文庫)
- 戦国もぐら組 1995.11  (中央公論社)
- 殺生方控あばれ奉行 1997.2  (実業之日本社)
- 風の山左 1999.7 (徳間文庫)
- おんな風水師乱れ色方陣 2000.6 (徳間文庫)
- 奥義・殺人剣 2000.10 (光文社文庫)
- 切柄又十郎 鬼火の巻  2001.8 (ケイブンシャ文庫) 「無想の橋」コスミック・時代文庫
- 切柄又十郎 2(忘八の巻)  2002.2 (ケイブンシャ文庫) 「千鳥の恋」コスミック・時代文庫
- 素浪人斬艶剣 用心棒・新免小次郎 2002.12 (学研M文庫)
- 女忍往生剣 用心棒・新免小次郎 2003.5 (学研M文庫)
- 妖女渡海剣 用心棒・新免小次郎 2004.1 (学研M文庫)
- 鬼平殺し 御膳役一条惣太郎探索控 2004.6 (コスミック・時代文庫)
- 独眼龍柔肌剣 用心棒・新免小次郎 2004.9 (学研M文庫)
- 写楽仕置帳 御膳役一条惣太郎探索控 2005.2 (コスミック・時代文庫)
- 書院番殺法帖 2005.2 (大洋時代文庫)
- 黄金無双剣 用心棒・新免小次郎　2005.3 (学研M文庫)
- 悪鬼裁き 書院番殺法帖 2005.10 (大洋時代文庫)
- 羅刹裁き 書院番殺法帖 2006.2 (大洋時代文庫)
- 裏小路しぐれ傘 2005.9 (学研M文庫)
- ソルブライト 覚醒編 ソフトバンククリエイティブ 2006.3 (ジーエー文庫)
- ソルブライト 霊剣編 ソフトバンククリエイティブ 2006.9 (ジーエー文庫)
- ソルブライト 伝承編 ソフトバンククリエイティブ 2007.4 (ジーエー文庫)
- あばれ奉行 安藤源次郎殺生方控 2006.11 (ベスト時代文庫)
- 服部半蔵 日と影と 1 2007.11 (ぶんか社文庫)
- 暗闇の香 火盗改めお助け組 2007.9 (コスミック・時代文庫)
- 総司還らず ワンツー 2008.11 (時代小説文庫)

## 参考
- http://bookweb.kinokuniya.co.jp/htm/4862960804.html
- 公式ブログ
- 乱星舎